# Tjeef
Met een tjeef wordt in Vlaanderen doorgaans een katholiek, en bij uitbreiding een christendemocraat bedoeld. In West-Vlaanderen en het zuiden van Oost-Vlaanderen komen eveneens de varianten seef en dzeef voor. Het handelen van tjeven wordt de tjeverij genoemd. De term geldt als scheldwoord. Een synoniem is kaloot, hoewel dit eerder op de godsdienst dan op de politieke beweging slaat.

## Geschiedenis en etymologie
Tjeef is een woord dat niet in de standaardtaal is opgenomen, maar wel algemeen bekend is. Het woord was reeds in de 19de eeuw in gebruik; er zijn attestaties van tseef die zover teruggaan als 1837:
wat zegt gy van tseef den neuze met zyn poete (Debrabandere 2005:349).
Daarnaast wordt soms ook de Gentse liberale dichter Napoleon Destanberg, alias de "Cis van Gendt" genoemd als bedenker van het woord. Deze zou het bedacht hebben als spotnaam voor de leden van de Sint-Jozefkring die de clerus had opgericht voor de katholieke timmerlui en arbeiders als antwoord op de coöperatieven van de socialistische arbeiders. Uit documenten uit deze periode blijkt dat dezen overigens de naam als een soort geuzennaam adopteerden. Zo sprak baron Jean Auguste Casier tijdens de opening van het nieuwe lokaal van de vereniging nabij de Oude Houtlei in mei 1871 de leden met de term toe en liet hij ze het Tsjeefkenslied zingen. Het refrein luidde als volgt:
Wie zoo zijn zaken eere doet,
Die moet zijn naam niet zwijgen --
Tot spijt
Van wie 't benijdt
De Tsjeefkens is ons naam en blijft het voor altijd.
In een vrijelijkere manier gebruikte volks- en straatzanger (en tevens tijdgenoot) Karel Waeri eveneens het woord. Hij verwees ermee naar de Christendemocraten en aanhangers van de Katholieke Partij mee. Hij gaf dus mogelijks de huidige betekenis mee. Zo bewijzen volgende uitspraken:
Foert foert foertorium
Weg met het tsjevenras ad aeternum
alsook:
k zal peper geven uit al mijn krachten
 op kwezel, tsjeef en kalotijn
Vervolgens zou het woord zich verspreiden over de rest van Vlaanderen. De afleiding tjevenstreek, was aanvankelijk een synoniem voor Jezuïtenstreek.
De vorm tjeef kwam oorspronkelijk vooral rond Gent voor, en is afgeleid van de Franse uitspraak Joseph, met een stemhebbende alveolaire fricatief. Een ingeburgerde aanduiding voor iemand die Jozef heet is van oudsher Jefke, Zjefke of vroeger Sjeppe (Schuermans 1870:607). In Oost-Vlaanderen is het niet ongebruikelijk dat de stemhebbende alveolaire fricatief (zj), die in wezen niet eigen is aan het Nederlands, ontstemd wordt; zo wordt dzjef als tjeef uitgesproken, en bij verdere verzwakking als seef.
De concurrerende term kaloot is in de late 18de eeuw de betekenis van clerus gaan aannemen; dit is afkomstig van het kalotje dat de geestelijkheid droeg. Het woord kaloot of kalotter is via het Franse calotte de Vlaamse streektaal binnengedrongen en is in het bijzonder in West-Vlaanderen gebruikelijk. Het kon eveneens collectief gebruikt worden voor de 'klerikale partij':
Hie es van de kalot. (Teirlinck 1908:622)
Wat betekent dat hij ofwel een lid van katholieken is, dan wel een geestelijke.
Etymologisch gaan tjeef en alle varianten daarvan terug op de naam Jozef, die in Bijbelse contexten veel voorkomt. De precieze identiteit van de oorspronkelijke Jozef aan wie de term ontleend werd, is enigszins omstreden.

### Jozef van Nazareth
Jozef van Nazareth is wellicht de bekendste naamdrager. Het verband met de term tjeef zou er dan in kunnen bestaan, dat Jozef, als ietwat passieve figuur, lijdzaam onderging wat de hogere machten met hem voorhadden. Daar echter over de historische figuur Jozef van Nazareth in wezen weinig bekend is, valt de waarachtigheid van deze verklaring moeilijk te verifiëren.

### Politieke evolutie
Reeds in de negentiende eeuw werden de aanhangers van de Katholieke Partij de tjeven genoemd; hun ideologie verankerde het katholicisme in de politiek. De opvolgers van de Katholieke Partij, de latere CVP en huidige CD&V zijn in de volksmond eveneens algemeen als tjeven bekend, ofschoon het confessionele element sterk is afgezwakt. De unitaire Belgische partij PSC/CVP splitste definitief in 1972: aan Waalse zijde veranderde de voormalige Parti Social Chrétien haar naam in 2002 in Centre Démocrate Humaniste, wat de focus naar een algemeen humanisme verschoof. De Vlaamse pendant CD&V behield de naam 'christendemocratisch', alhoewel ook hier een zekere verruiming is opgetreden. Met de term tjeef doelt men desalniettemin steeds op de Vlaamse christendemocraten.
Dat ook mensen die niet in werkelijkheid Jozef heetten, Tjeef werden genoemd, was een aanduiding dat dit hypokorisme de abstracte betekenis 'katholiek' had gekregen. Ook bijvoorbeeld Jezus werd zo vervormd tot Tsees of Tsjees; dit kon zowel 'brave vent' als 'schijnheilige' betekenen (Schuermans 1870:752). Het ironische gebruik van deze vormen uit de omgangstaal suggereert dat tjeef in oorsprong een koosnaam is. Een gelijkaardig fenomeen vindt men in de uitdrukking: 'dat is een ware jezuïetenstreek', zijnde een valse list. Hierachter ligt de perceptie van jezuïeten — ongeacht hun daadwerkelijke daden of uitspraken — als bedenkers van drogredenen en manipulaties, die zodoende gewantrouwd dienen te worden.

## Perceptie
De 'tjeven' als begrip gelden in de moderne tijd als hypocriet; de term heeft een bijzonder negatieve connotatie. Wanneer het woord in de media opduikt, betekent het gewoonlijk dat de persoon in kwestie typische kenmerken van tjeverij vertoont. Met de krachtterm 'tjeverij' wordt dan een opportunistisch gedrag bedoeld dat in verband gebracht wordt met voorstanders van de christendemocratische partij CD&V in Vlaanderen, alsook met diverse takken van de geestelijkheid.
Fervente tegenstanders in Vlaanderen van de christendemocratie of van religie in het algemeen uiten hun afkeer weleens met het begrip tjeverij, en dit behelst dan een ruim paradigma van opvattingen, denkbeelden en laakbaar gedrag.
Als tjeverij worden zo bijvoorbeeld beschouwd:
- De rechtvaardiging van de eigen geborneerdheid, wat dan gezond boerenverstand zou heten, en dus geen verdere argumenten behoeft.
- Een consequent conservatisme, dat op arrogante wijze verdedigd wordt. De slogans 'normen en waarden', 'rechten en plichten' etc. roepen bij tegenstanders vaak de associatie tjeverij op, welke dan, terecht of ten onrechte, aan katholieke partijen wordt toegeschreven.
- De veronderstelde onwil toe te geven dat het werkelijke doel van de tjeven, zoals dat van alle ideologieën, de macht is. Tjeven worden daarbij gezien als schijnheilige voorvechters van de ethiek, die alle principes begraven wanneer ze daarmee de macht in handen kunnen krijgen.

Men dient hierbij steeds op te merken dat, alle objectieve feitelijkheden omtrent christendemocratische groeperingen daargelaten, de perceptie van het begrip 'tjeef' uitermate pejoratief blijft. Vermits het een scheldwoord is, geldt 'tjeef' als een soort overkoepelend begrip voor alles wat verachtelijk en leugenachtig is. De werkelijke ideeën of beleidsdaden van de christendemocratie veranderen uiteraard niets aan de manier waarop diegenen die ertegen gekant zijn, de tjeverij waarnemen. Wanneer een christendemocraat iets onwelvoeglijks doet, geldt zulks dan als weer een bewijs voor de verfoeilijkheid van 'die tjeven'.
In de media kan men de term soms in opiniestukken aantreffen; doorgaans maakt men in zo'n geval duidelijk dat het geen standaardtaalbegrip is.
Ik zou het respecteren wanneer Leterme zegt dat hij vanuit zijn levensbeschouwing vindt dat er van een uitbreiding van de euthanasiewetgeving geen sprake kan zijn. [...] Alleen vermijdt Leterme systematisch die confrontatie van meningen, ook in zijn 'goed bestuur'-gebedsmolentje [...]. In de goede oude tijd werd dat weleens omschreven als 'tjeverij'. (Yves Desmet in De Morgen, 9 juni 2007)
'Goed bestuur' was een buitengewoon frequent gebruikte uitdrukking in de CD&V-campagnes van 2006 en 2007. In het voorbeeld hierboven is de implicatie dat 'goed bestuur' in wezen te vaag is om als richtlijn voor een beleid te kunnen fungeren. Volgens de commentator weigert Leterme categorisch dit 'goed bestuur' te concretiseren, wat de aanleiding vormt om zijn gedrag als 'tjeverij' te bestempelen. 

## Samenvatting
Het begrip 'tjeef' is dusdoende een ingeburgerde substandaard-term, die, hoewel niet beschouwd als Standaardnederlands, een lange traditie heeft en waarbij iedereen zich, althans in Vlaanderen, iets kan voorstellen. Het vormt een pejoratieve aanduiding voor een strekking in de verzuilde realiteit van de Belgische politiek (cf. 'sos', voor een socialist).